# Eberhard Werner (Maler)

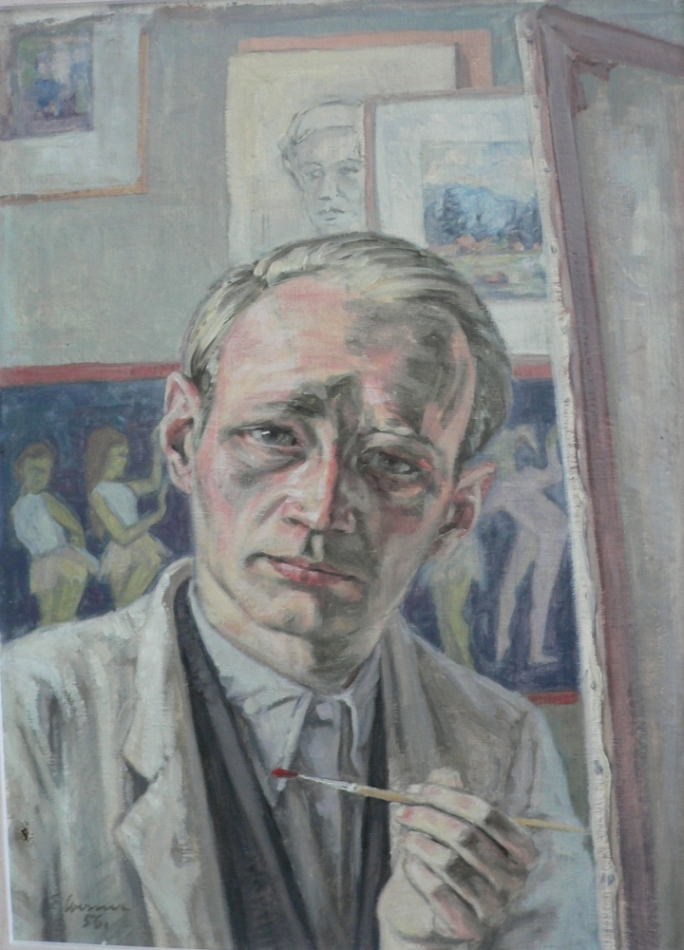
Selbstbildnis 1956

Fritz Eberhard Werner (* 8. August 1924 in Glogau, Landkreis Glogau, Provinz Niederschlesien; † 23. September 2002 in Lübbecke) war ein deutscher Künstler und Landschaftsmaler.

## Leben
Der Sohn des Zeitungsverlegers und Druckers Friedrich Werner zeigte schon früh sein künstlerisches Talent, geriet jedoch in die Wirren des Zweiten Weltkriegs, wurde nach der Genesung von einer schweren Kriegsverletzung in der DDR Lehrer in Gransee und studierte in Erfurt Kunst. Gleichzeitig war er bei dem Liebermann-Schüler Köcke-Wichmann Meisterschüler.
Trotz seiner Erfolge sowohl als Kunstpädagoge als auch als Künstler verließ Eberhard Werner wegen politisch-künstlerischer Restriktionen 1959 die DDR. Das in Nordrhein-Westfalen vervollständigte umfangreiche Werk fand zunächst nur begrenzte öffentliche Anerkennung, da er sich mit der weitgehenden Kommerzialisierung der Kunst nicht arrangieren wollte. Erst seit den 1980er Jahren wurde Werner zunehmend als Landschaftsmaler und später als deutscher Künstler anerkannt.
Sein künstlerischer Weg, die mehrfachen Brechungen einer fast typischen deutsch-deutschen Biographie durch Rekurs auf die Fixpunkte Natur, Ästhetik und Heimat zu reflektieren und zu verarbeiten, ist umfangreich dokumentiert.
Werner verlor Ende der 1990er Jahre allmählich sein Augenlicht, was seine künstlerische Tätigkeit zum Erliegen brachte, und starb am 23. September 2002 nach längerer Krankheit in Lübbecke.

## Werke (Auswahl)

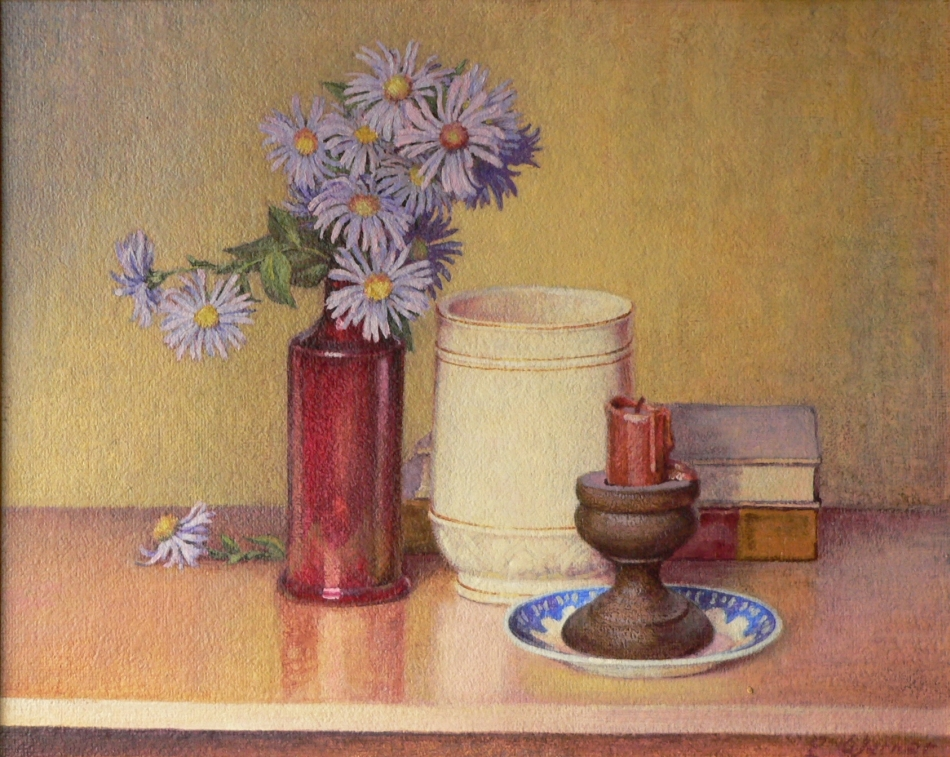
Stillleben: Violette Margeriten (Öl)
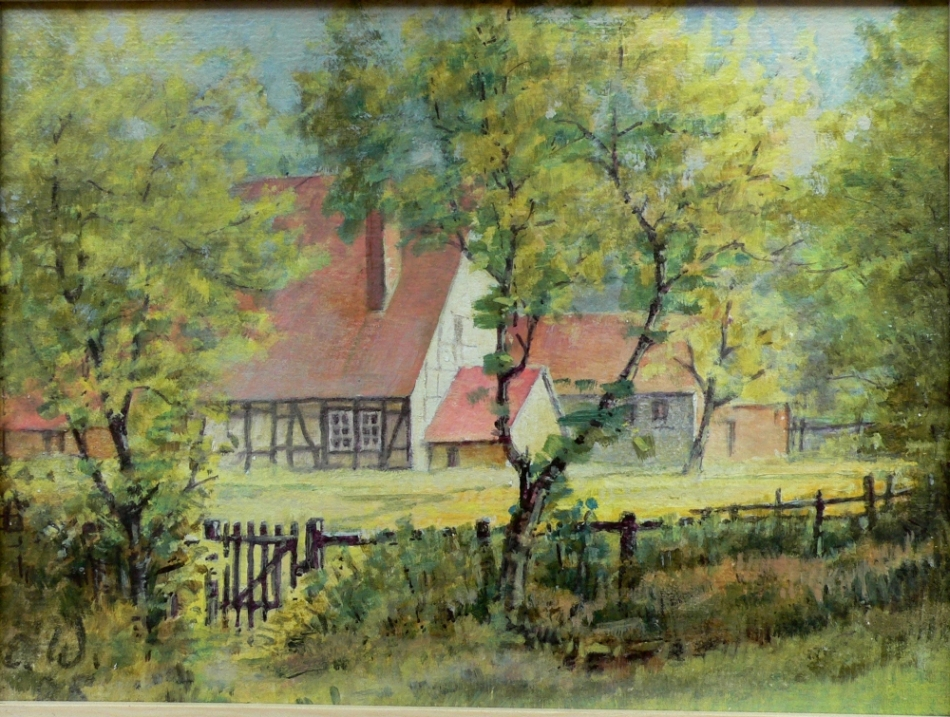
Haus mit Pforte (Öl)
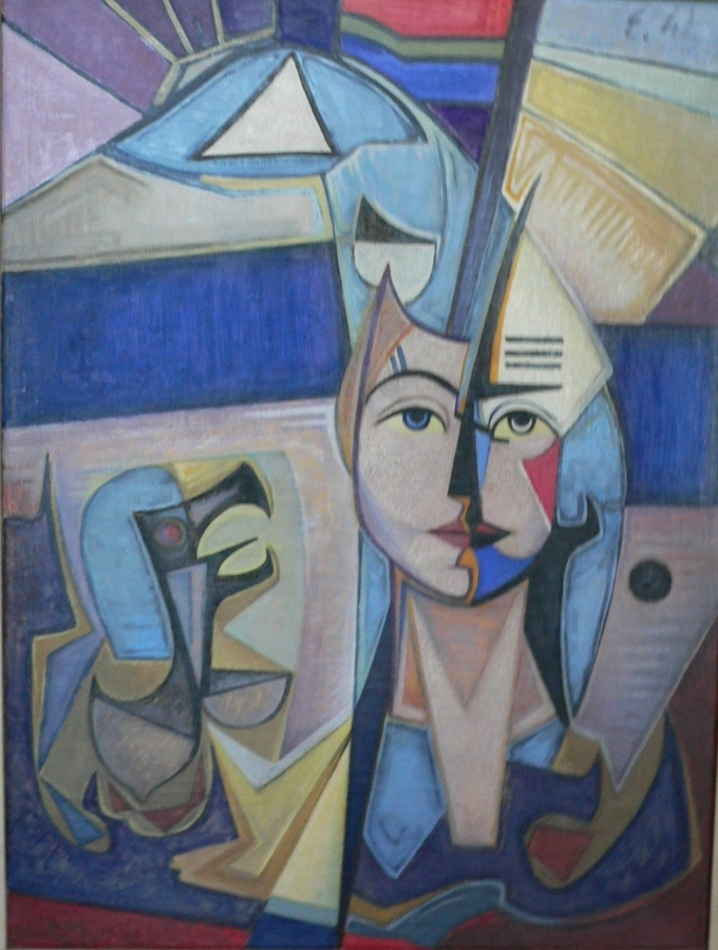
Inge und Eberhard (Öl)
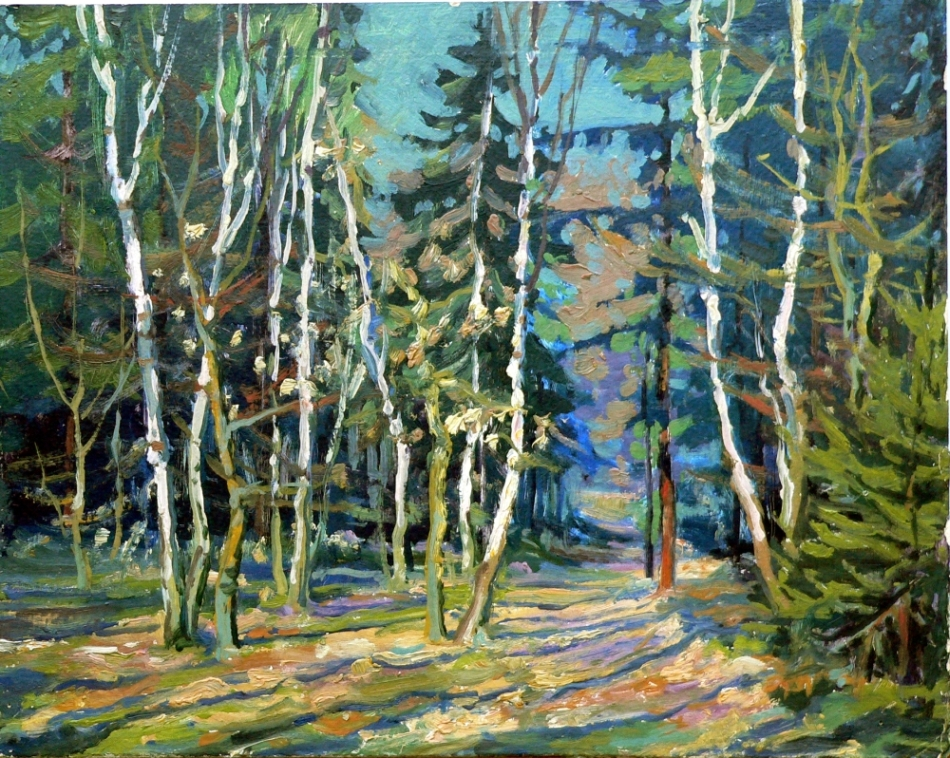
Birken in Abendsonne (Öl)
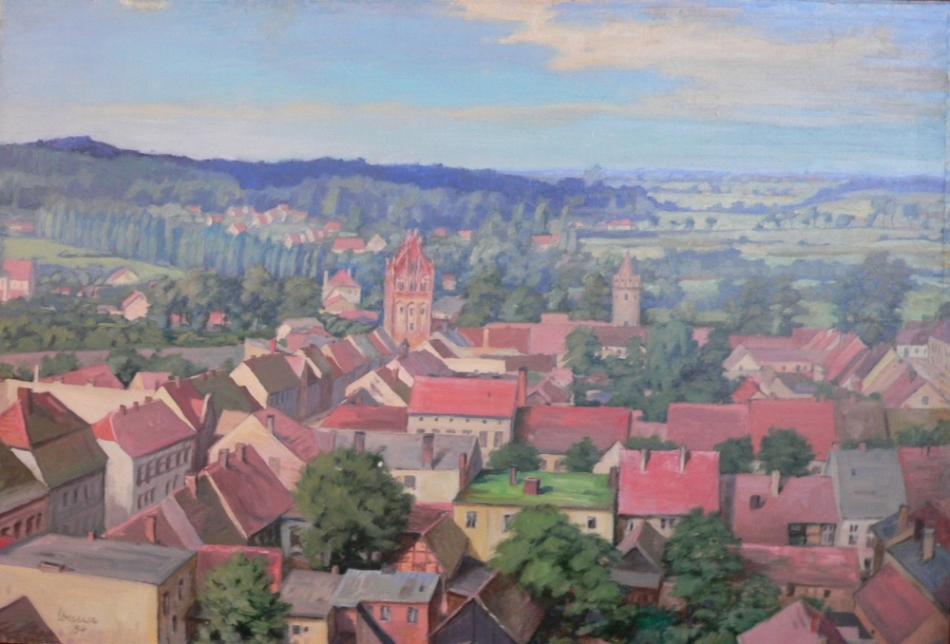
Blick vom Turm der Marienkirche: Gransee und das Neuruppiner Tor, 1954 (Öl)
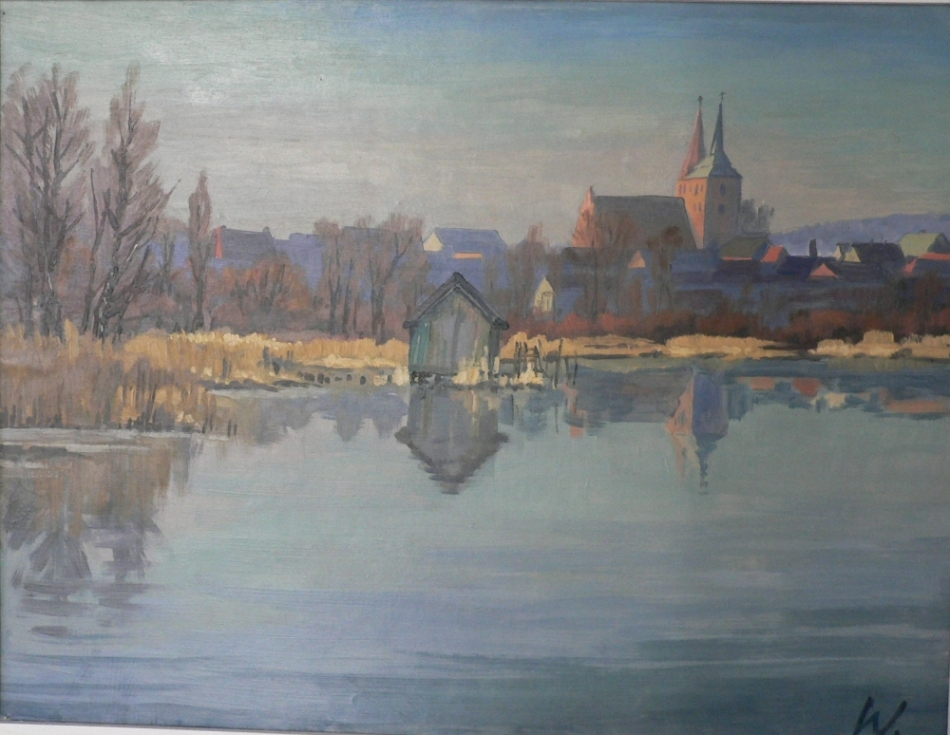
Blick vom Gehronsee auf Gransee und die Marienkirche (etwa 1955, Aquarell)